# 赫耶族
赫耶族是越南官方认定的54个民族之一，主要分布在越南南中部的广义省、平定省一带。根据1999年人口普查，赫耶族共有113,111人。
他们说赫耶语，是南亚语系孟-高棉语族的一种语言。